# Gustav Winter (Archivar)

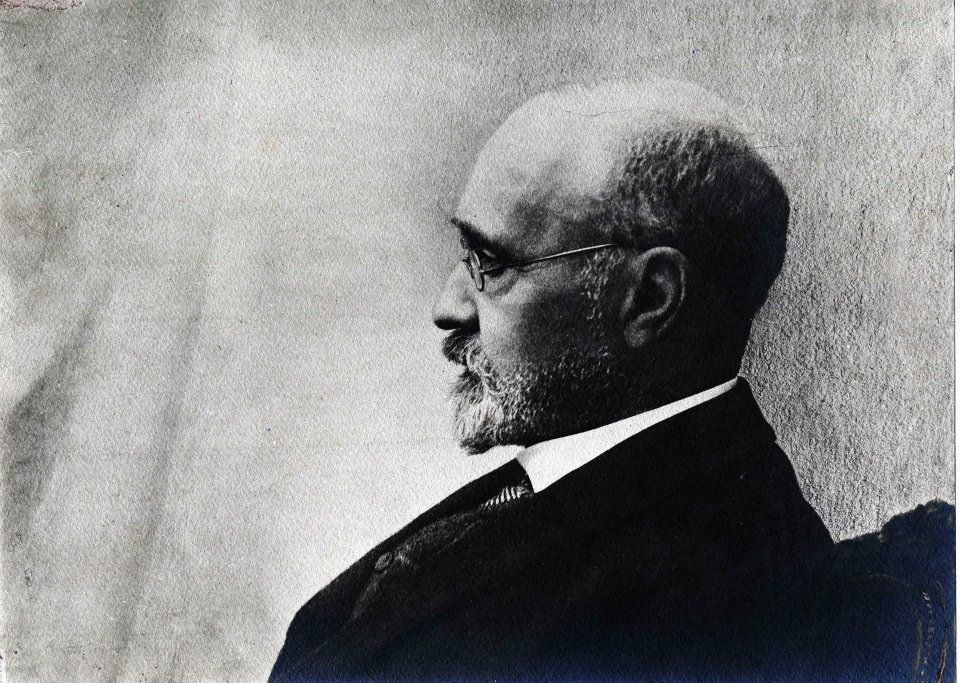
Gustav Winter

Gustav Winter (* 27. Februar 1846 in Znaim, Mähren; † 30. Mai 1922 in Wien) war ein österreichischer Archivar und Historiker.

## Leben und Wirken
Winter studierte von 1863 bis 1867 Rechtswissenschaften und Philologie an der Universität Wien. Er wurde 1870 promoviert und trat anschließend beim Haus-, Hof- und Staatsarchiv in Wien ein. Im Jahr 1883 wurde Winter zum Staatsarchivar und 1888 zum wirklichen Staatsarchivar ernannt. Die Beförderung zum Vizedirektor erfolgte 1892.

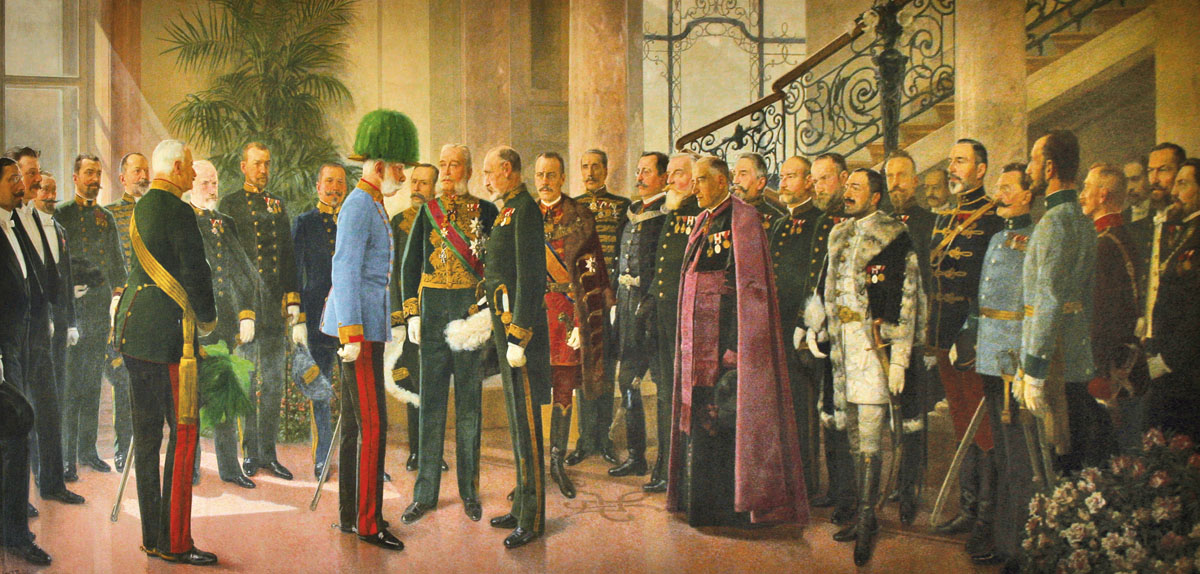
Besuch des Kaisers Franz Joseph im Archiv (1904)

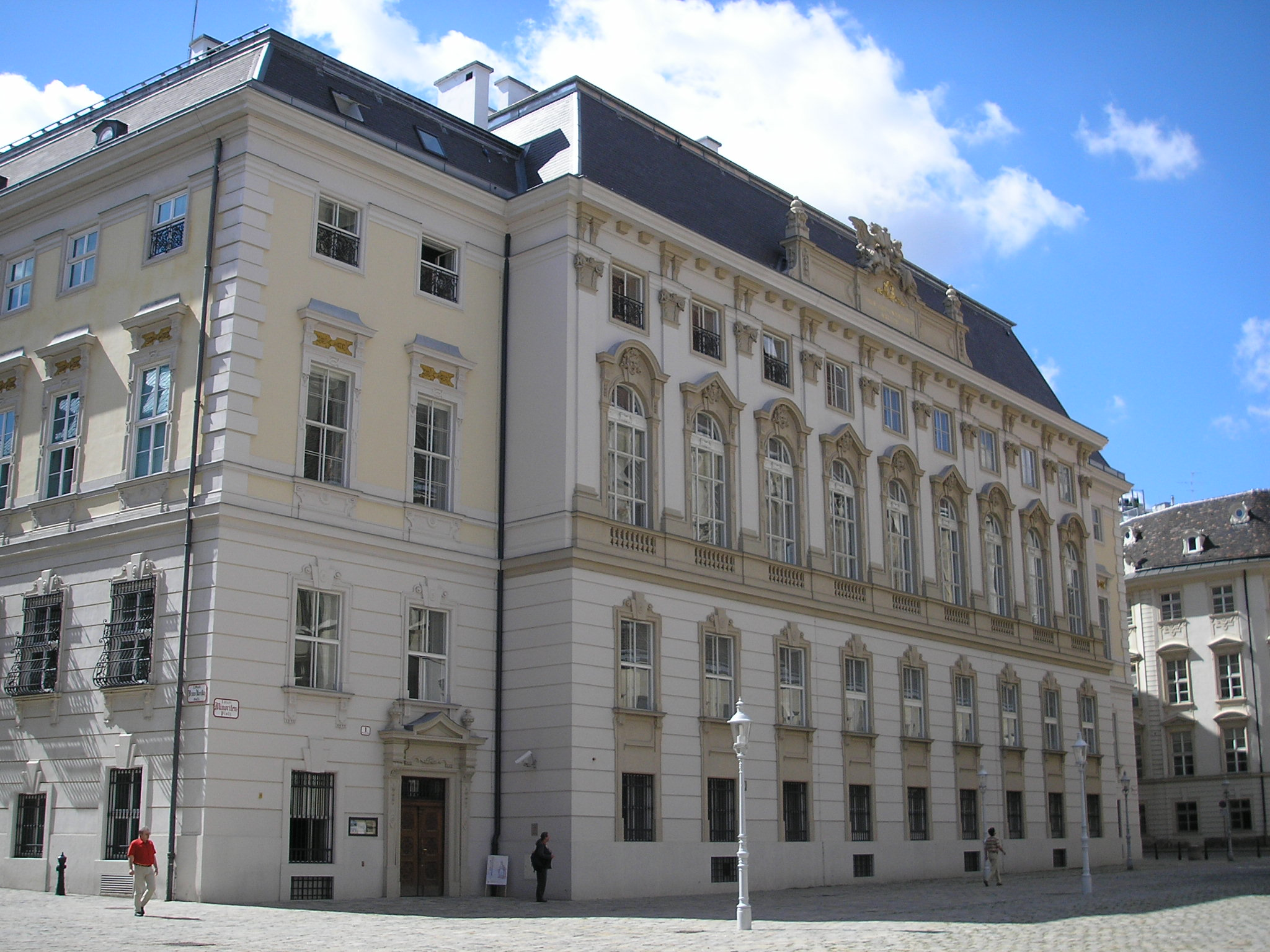
Das Haus-, Hof- und Staatsarchiv am Minoritenplatz

Gustav Winter wurde 1897 Archivdirektor und Vorstand des Haus-, Hof- und Staatsarchivs. Unter seiner Leitung erfolgte 1902 der Umzug in den 1899–1902 errichteten Archivzweckbau am Wiener Minoritenplatz und der weitere Ausbau des Archivs. Winter ging 1909 in den Ruhestand, nachdem er 1907 zum Sektionschef ernannt worden war.
Ein Anliegen Winters war die Weistumsforschung in Niederösterreich. Die Ergebnisse veröffentlichte er von 1886 bis 1913 in einem vierbändigen Werk. Im Jahr 1891 wurde Winter korrespondierendes Mitglied der Bayerischen Akademie der Wissenschaften.
Gustav Winter starb am 30. Mai 1922 in Wien. Sein Nachlass befindet sich in der Österreichischen Nationalbibliothek.
Seine Witwe Leopoldine Winter (1854–1945) war von 1922 bis 1938 die letzte Präsidentin des Wiener Frauen-Erwerb-Vereins.

## Schriften (Auswahl)
- Beiträge zur Rechtsgeschichte oberösterreichischer und niederösterreichischer Städte, Märkte und Dörfer. 1877.
- Das Wiener Neustädter Stadtrecht des 12. Jahrhunderts. 1880.
- Niederösterreichische Weistümer. Vier Bände. 1886–1913.
- Das neue Gebäude des k. u. k. Haus-, Hof- und Staatsarchivs in Wien. 1903.